# Fox Lake (Wisconsin)
Fox Lake ist eine Kleinstadt (mit dem Status „City“) im Dodge County im US-amerikanischen Bundesstaat Wisconsin. Im Jahr 2010 hatte Fox Lake 1519 Einwohner.

## Geografie
Fox Lake liegt im mittleren Südosten Wisconsins, am Fox Lake, der vom Beaver Dam River durchflossen wird. Der Fluss gehört über den Crawfish und den Rock River zum Stromgebiet des Mississippi. Die geografischen Koordinaten von Fox Lake sind 43°33′56″ nördlicher Breite und 88°54′23″ westlicher Länge. Das Stadtgebiet erstreckt sich über eine Fläche von 4,17 km².
Nachbarorte von Fox Lake sind Waupun (16,8 km nordöstlich), Burnett (21,3 km ostsüdöstlich), Beaver Dam (14,5 km südsüdöstlich), Randolph (9,4 km westsüdwestlich) und Friesland (15,3 km westnordwestlich).
Die nächstgelegenen größeren Städte sind Green Bay am Michigansee (146 km nordnordöstlich), Wisconsins größte Stadt Milwaukee (111 km südöstlich), Chicago in Illinois (261 km südsüdöstlich), Rockford in Illinois (170 km südlich) und Wisconsins Hauptstadt Madison (77,6 km südwestlich).

## Verkehr
Mit der Einmündung in den Wisconsin State Highway 33 erreicht der Wisconsin State Highway 68 im Zentrum von Fox Lake seinen westlichen Endpunkt. Alle weiteren Straßen sind untergeordnete Landstraßen, teils unbefestigte Fahrwege sowie innerörtliche Verbindungsstraßen.
Eine Eisenbahnstrecke der Wisconsin and Southern Railroad führt in West-Ost-Richtung etwa einen Kilometer südlich an Fox Lake vorbei.
Mit dem Dodge County Airport befindet sich 25,2 km südöstlich ein kleiner Flugplatz. Die nächsten Verkehrsflughäfen sind der Dane County Regional Airport in Madison (73,7 km südwestlich) und der Milwaukee Mitchell International Airport in Milwaukee (121 Kilometer südöstlich).

## Bevölkerung
Nach der Volkszählung im Jahr 2010 lebten in Fox Lake 1519 Menschen in 663 Haushalten. Die Bevölkerungsdichte betrug 364,3 Einwohner pro Quadratkilometer. In den 663 Haushalten lebten statistisch je 2,28 Personen.
Ethnisch betrachtet setzte sich die Bevölkerung zusammen aus 98,0 Prozent Weißen, 0,3 Prozent Afroamerikanern, 0,3 Prozent amerikanischen Ureinwohnern, 0,3 Prozent Asiaten sowie 0,7 Prozent aus anderen ethnischen Gruppen; 0,5 Prozent stammten von zwei oder mehr Ethnien ab. Unabhängig von der ethnischen Zugehörigkeit waren 2,4 Prozent der Bevölkerung spanischer oder lateinamerikanischer Abstammung.
20,9 Prozent der Bevölkerung waren unter 18 Jahre alt, 62,4 Prozent waren zwischen 18 und 64 und 16,7 Prozent waren 65 Jahre oder älter. 48,0 Prozent der Bevölkerung war weiblich.
Das mittlere jährliche Einkommen eines Haushalts lag bei 50.819 USD. Das Pro-Kopf-Einkommen betrug 24.409 USD. 11,7 Prozent der Einwohner lebten unterhalb der Armutsgrenze.

## Bekannte Bewohner
- Bunny Berigan (1908–1942) – Jazztrompeter – aufgewachsen in Fox Lake
- William E. Smith (1824–1883) – 14. Gouverneur von Wisconsin (1878–1882) – lebte lange in Fox Lake
- John Rankin Gamble (1848–1891) – republikanischer Abgeordneter des US-Repräsentantenhauses – lebte mehrere Jahre in Fox Lake
- Robert J. Gamble (1851–1924) – republikanischer US-Senator von South Dakota – lebte mehrere Jahre in Fox Lake